# Chlamys

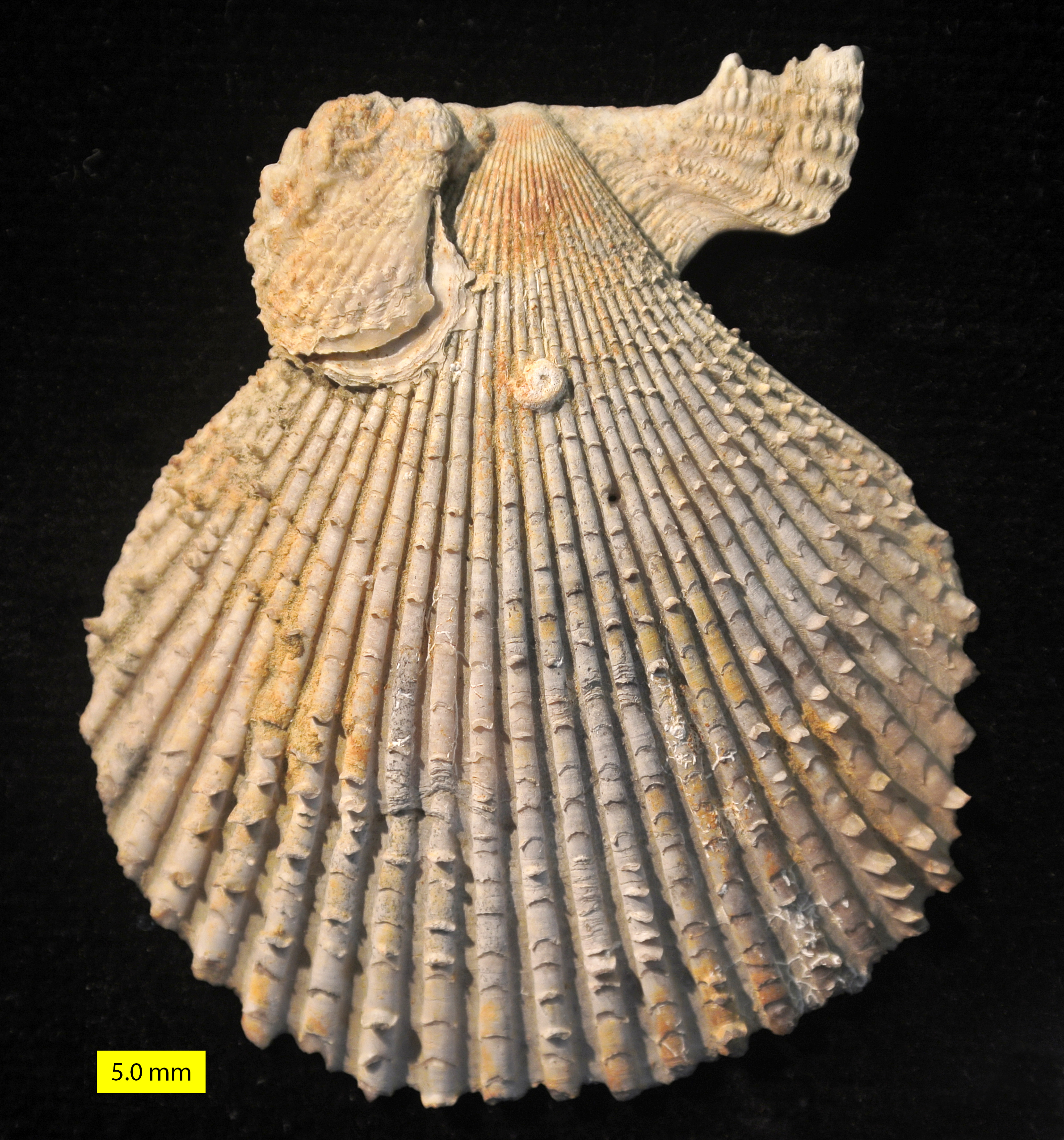
Ejemplar de Chlamys del Plioceno.

Chlamys es un género de moluscos bivalvos de la familia Pectinidae, conocidos como vieiras. El nombre deriva del griego, χλαμΰς o clámide, un vestido usado por los soldados.

## Especies en el géneroChlamys[3]
- Chlamys albida (R. Arnold, 1906)
- Chlamys behringiana (Middendorff, 1849)
- Chlamys bruei (Payraudeau, 1826)
- Chlamys circularis (Sowerby, 1835)
- Chlamys consociata (E. A. Smith, 1915)
- Chlamys dichroa (Suter, 1909)
- Chlamys dieffenbachi (Reeve, 1853)
- Chlamys distorta
- Chlamys gemmulata (Reeve, 1853)
- Chlamys hastata (G. B. Sowerby II, 1842)
- Chlamys islandica (Müller, 1776)
- Chlamys jordani Arnold, 1903
- Chlamys kincaidi Oldroyd, 1929
- Chlamys kiwaensis Powell, 1933
- Chlamys liocymatus (Dall, 1925)
- Chlamys lioicus (Dall, 1907)
- Chlamys lowei (Hertlein, 1935)
- Chlamys muscosus Wood, 1828
- Chlamys navarcha Dall, 1898
- Chlamys opercularis (Linnaeus, 1758)
- Chlamys pseudislandica MacNeil, 1967
- Chlamys rubida (Hinds, 1845)
- Chlamys septemradiatus
- Chlamys strategus
- Chlamys subsulcata (Locard, 1898)
- Chlamys sulcata (O. F. Mueller, 1776)
- Chlamys taiaroa Powell, 1952
- Chlamys tigerina
- Chlamys varia
- Chlamys wainwrightensis
- Chlamys zelandiae (Gray, 1843)
- Chlamys zeelandona (Hertlein, 1931)